# Adunata nazionale degli alpini
L'Adunata nazionale Alpini, o Adunata nazionale dell'Associazione Nazionale Alpini, è una manifestazione che si svolge ogni anno nella seconda settimana di maggio in una città scelta, di volta in volta, dal Consiglio Direttivo Nazionale. 
Le adunate si svolgono in ricordo della prima Adunata, che allora si chiamava Convegno nazionale, e che si svolse sul Monte Ortigara nel settembre 1920 per ricordare le migliaia di caduti durante la battaglia del monte Ortigara e della prima guerra mondiale in generale.

## La manifestazione
L'adunata si svolge in più giorni e ha suo culmine la domenica con la sfilata di decine di migliaia di alpini per le strade della città ospitante. Alla sfilata, che dura solitamente per tutta la giornata, partecipano solo gli iscritti all'Associazione Nazionale Alpini, che vengono divisi per Sezioni Ana d'appartenenza (i primi a sfilare sono gli alpini delle Sezioni all'estero, ultimi quelli della Sezione ospitante) e accompagnati da numerose bande e fanfare. Le uniche altre persone che possono partecipare alla sfilata sono le autorità politiche locali e nazionali che prendono parte all'evento (generalmente ministri, sindaco, presidente della Provincia e presidente della Regione). Il pubblico si colloca ai lati o sulle tribune.
La scelta della città ospitante viene fatta due anni prima in modo da dare il tempo alla Sezione Ana e alla città di prepararsi alla manifestazione. Una specifica commissione valuta le proposte delle città candidate e compie visite in loco per verificare la capacità ricettiva della zona, la disponibilità dei diversi enti pubblici, la viabilità locale e altri fattori.
Al momento, l'adunata nazionale che ha fatto registrare il maggior numero di presenze è stata l'adunata di Vicenza del 2024 che ha visto sfilare circa 100 mila alpini ininterrottamente per 13 ore mentre le presenze complessive si attestano tra le 400 mila e le 500 mila persone. 

## Le sedi delle adunate nazionali
In seguito l'elenco delle sedi dell'adunata, come da sito ufficiale dell'Associazione Nazionale Alpini.
| Adunata                                                                         | Periodo                     | Località                 |
| ------------------------------------------------------------------------------- | --------------------------- | ------------------------ |
| 1º convegno nazionale                                                           | 5-7 settembre 1920          | Monte Ortigara (VI)      |
| 2º convegno nazionale                                                           | 3-11 settembre 1921         | Cortina d'Ampezzo (BL)   |
| 3º convegno nazionale                                                           | 3-6 settembre 1922          | Trento                   |
| 4º convegno nazionale                                                           | 2-9 settembre 1923          | Aosta ed Ivrea (TO)      |
| 5º convegno nazionale                                                           | 31 agosto-3 settembre 1924  | Passo del Tonale (BS-TN) |
| 6º convegno nazionale                                                           | 23-29 agosto 1925           | Udine                    |
| 7º convegno nazionale                                                           | 29 agosto-5 settembre 1926  | Rifugio Contrin (TN)     |
| 8º convegno nazionale                                                           | 30 agosto-5 settembre 1927  | Pieve di Cadore (BL)     |
| 9º convegno nazionale                                                           | 2-9 settembre 1928          | Torino                   |
| 10ª adunata nazionale                                                           | 6-8 aprile 1929             | Roma                     |
| 11ª adunata nazionale                                                           | 13-15 aprile 1930           | Trieste                  |
| 12ª adunata nazionale                                                           | 16-18 aprile 1931           | Genova                   |
| 13ª adunata nazionale                                                           | 16-18 aprile 1932           | Napoli                   |
| 14ª adunata nazionale                                                           | 8-9 aprile 1933             | Bologna                  |
| 15ª adunata nazionale                                                           | 15-16 aprile 1934           | Roma                     |
| 16ª adunata nazionale                                                           | 20-21 marzo 1935            | Tripoli (Libia)          |
| 17ª adunata nazionale                                                           | 12-14 settembre 1936        | Napoli                   |
| 18ª adunata nazionale                                                           | 10-12 aprile 1937           | Firenze                  |
| 19ª adunata nazionale                                                           | 23-24 aprile 1938           | Trento                   |
| 20ª adunata nazionale                                                           | 15-17 aprile 1939           | Trieste                  |
| 21ª adunata nazionale                                                           | 31 maggio-3 giugno 1940     | Torino                   |
| Manifestazione sospesa dal 1941 al 1947 a causa degli eventi bellici            |                             |                          |
| 22ª adunata nazionale                                                           | 1-4 ottobre 1948            | Bassano del Grappa (VI)  |
| 23ª adunata nazionale                                                           | 21 settembre-3 ottobre 1949 | Bolzano                  |
| Manifestazione sospesa nel 1950 a causa del Giubileo a Roma                     |                             |                          |
| 24ª adunata nazionale                                                           | 23 aprile 1951              | Gorizia                  |
| 25ª adunata nazionale                                                           | 26-28 aprile 1952           | Genova                   |
| 26ª adunata nazionale                                                           | 12-13 settembre 1953        | Cortina d'Ampezzo (BL)   |
| 27ª adunata nazionale                                                           | 19-21 marzo 1954            | Roma                     |
| 28ª adunata nazionale                                                           | 23-25 aprile 1955           | Trieste                  |
| 29ª adunata nazionale                                                           | 17-19 marzo 1956            | Napoli                   |
| 30ª adunata nazionale                                                           | 16-19 marzo 1957            | Firenze                  |
| 31ª adunata nazionale                                                           | 15-17 marzo 1958            | Trento                   |
| 32ª adunata nazionale                                                           | 2-4 maggio 1959             | Milano                   |
| 33ª adunata nazionale                                                           | 19-21 marzo 1960            | Venezia                  |
| 34ª adunata nazionale                                                           | 13-15 maggio 1961           | Torino                   |
| 35ª adunata nazionale                                                           | 17-19 marzo 1962            | Bergamo                  |
| 36ª adunata nazionale                                                           | 16-18 marzo 1963            | Genova                   |
| 37ª adunata nazionale                                                           | 2-4 maggio 1964             | Verona                   |
| 38ª adunata nazionale                                                           | 22-24 maggio 1965           | Trieste                  |
| 39ª adunata nazionale                                                           | 23-25 aprile 1966           | La Spezia                |
| 40ª adunata nazionale                                                           | 29 aprile-4 maggio 1967     | Treviso                  |
| 41ª adunata nazionale                                                           | 16-19 marzo 1968            | Roma                     |
| 42ª adunata nazionale                                                           | 25-27 aprile 1969           | Bologna                  |
| 43ª adunata nazionale                                                           | 1-3 maggio 1970             | Brescia                  |
| 44ª adunata nazionale                                                           | 1-2 maggio 1971             | Cuneo                    |
| 45ª adunata nazionale                                                           | 11-14 maggio 1972           | Milano                   |
| 46ª adunata nazionale                                                           | 28-30 aprile 1973           | Napoli                   |
| 47ª adunata nazionale                                                           | 4-6 maggio 1974             | Udine                    |
| 48ª adunata nazionale                                                           | 15-17 marzo 1975            | Firenze                  |
| 49ª adunata nazionale                                                           | 19-21 marzo 1976            | Padova                   |
| 50ª adunata nazionale                                                           | 14-15 maggio 1977           | Torino                   |
| 51ª adunata nazionale                                                           | 13-14 maggio 1978           | Modena                   |
| 52ª adunata nazionale                                                           | 19-20 maggio 1979           | Roma                     |
| 53ª adunata nazionale                                                           | 3-4 maggio 1980             | Genova                   |
| 54ª adunata nazionale                                                           | 9-10 maggio 1981            | Verona                   |
| 55ª adunata nazionale                                                           | 8-9 maggio 1982             | Bologna                  |
| 56ª adunata nazionale                                                           | 7-8 maggio 1983             | Udine                    |
| 57ª adunata nazionale                                                           | 12-13 maggio 1984           | Trieste                  |
| 58ª adunata nazionale                                                           | 18-19 maggio 1985           | La Spezia                |
| 59ª adunata nazionale                                                           | 17-18 maggio 1986           | Bergamo                  |
| 60ª adunata nazionale                                                           | 16-17 maggio 1987           | Trento                   |
| 61ª adunata nazionale                                                           | 14-15 maggio 1988           | Torino                   |
| 62ª adunata nazionale                                                           | 13-14 maggio 1989           | Pescara                  |
| 63ª adunata nazionale                                                           | 12-13 maggio 1990           | Verona                   |
| 64ª adunata nazionale                                                           | 11-12 maggio 1991           | Vicenza                  |
| 65ª adunata nazionale                                                           | 16-17 maggio 1992           | Milano                   |
| 66ª adunata nazionale                                                           | 15-16 maggio 1993           | Bari                     |
| 67ª adunata nazionale                                                           | 14-15 maggio 1994           | Treviso                  |
| 68ª adunata nazionale                                                           | 14-15 maggio 1995           | Asti                     |
| 69ª Adunata nazionale                                                           | 18-19 maggio 1996           | Udine                    |
| 70ª adunata nazionale                                                           | 10-11 maggio 1997           | Reggio Emilia            |
| 71ª adunata nazionale                                                           | 9-10 maggio 1998            | Padova                   |
| 72ª adunata nazionale                                                           | 15-16 maggio 1999           | Cremona                  |
| 73ª adunata nazionale                                                           | 13-14 maggio 2000           | Brescia                  |
| 74ª adunata nazionale                                                           | 19-20 maggio 2001           | Genova                   |
| 75ª adunata nazionale                                                           | 11-12 maggio 2002           | Catania                  |
| 76ª adunata nazionale                                                           | 10-11 maggio 2003           | Aosta                    |
| 77ª adunata nazionale                                                           | 15-16 maggio 2004           | Trieste                  |
| 78ª adunata nazionale                                                           | 14-15 maggio 2005           | Parma                    |
| 79ª adunata nazionale                                                           | 13-14 maggio 2006           | Asiago (VI)              |
| 80ª adunata nazionale                                                           | 12-13 maggio 2007           | Cuneo                    |
| 81ª adunata nazionale                                                           | 10-11 maggio 2008           | Bassano del Grappa (VI)  |
| 82ª adunata nazionale                                                           | 9-10 maggio 2009            | Latina                   |
| 83ª Adunata nazionale                                                           | 8-9 maggio 2010             | Bergamo                  |
| 84ª adunata nazionale                                                           | 7-8 maggio 2011             | Torino                   |
| 85ª adunata nazionale                                                           | 12-13 maggio 2012           | Bolzano                  |
| 86ª adunata nazionale                                                           | 10-12 maggio 2013           | Piacenza                 |
| 87ª adunata nazionale                                                           | 9-11 maggio 2014            | Pordenone                |
| 88ª adunata nazionale                                                           | 15-17 maggio 2015           | L'Aquila                 |
| 89ª adunata nazionale                                                           | 13-15 maggio 2016           | Asti                     |
| 90ª adunata nazionale                                                           | 12-14 maggio 2017           | Treviso                  |
| 91ª adunata nazionale                                                           | 11-13 maggio 2018           | Trento                   |
| 92ª adunata nazionale                                                           | 10-12 maggio 2019           | Milano                   |
| Manifestazione annullata nel 2020 e nel 2021 a causa della pandemia di Covid-19 |                             |                          |
| 93ª adunata nazionale                                                           | 5-8 maggio 2022             | Rimini - San Marino      |
| 94ª adunata nazionale                                                           | 11-14 maggio 2023           | Udine                    |
| 95ª adunata nazionale                                                           | 10-12 maggio 2024           | Vicenza                  |
| 96ª adunata nazionale                                                           | 9-11 maggio 2025            | Biella                   |
| 97ª adunata nazionale                                                           | 8-10 maggio 2026            | Genova                   |

### Le adunate nelle città
| Città                    | Numero adunate ospitate | Anni                               |
| ------------------------ | ----------------------- | ---------------------------------- |
| Genova                   | 6                       | 1931, 1952, 1963, 1980, 2001, 2026 |
| Torino                   | 6                       | 1928, 1940, 1961, 1977, 1988, 2011 |
| Trieste                  | 6                       | 1930, 1939, 1955, 1965, 1984, 2004 |
| Udine                    | 5                       | 1925, 1974, 1983, 1996, 2023       |
| Trento                   | 5                       | 1922, 1938, 1958, 1987, 2018       |
| Roma                     | 5                       | 1929, 1934, 1954, 1968, 1979       |
| Milano                   | 4                       | 1959, 1972, 1992, 2019             |
| Napoli                   | 4                       | 1932, 1936, 1956, 1973             |
| Treviso                  | 3                       | 1967, 1994, 2017                   |
| Bergamo                  | 3                       | 1962, 1986, 2010                   |
| Verona                   | 3                       | 1964, 1981, 1990                   |
| Bologna                  | 3                       | 1933, 1969, 1982                   |
| Firenze                  | 3                       | 1937, 1957, 1975                   |
| Vicenza                  | 2                       | 1991, 2024                         |
| Asti                     | 2                       | 1995, 2016                         |
| Bolzano                  | 2                       | 1949, 2012                         |
| Bassano del Grappa (VI)  | 2                       | 1948, 2008                         |
| Cuneo                    | 2                       | 1971, 2007                         |
| Aosta                    | 2                       | 1923, 2003                         |
| Brescia                  | 2                       | 1970, 2000                         |
| Padova                   | 2                       | 1976, 1998                         |
| La Spezia                | 2                       | 1966, 1985                         |
| Cortina d'Ampezzo (BL)   | 2                       | 1921, 1953                         |
| Biella                   | 1                       | 2025                               |
| Rimini - San Marino      | 1                       | 2022                               |
| L'Aquila                 | 1                       | 2015                               |
| Pordenone                | 1                       | 2014                               |
| Piacenza                 | 1                       | 2013                               |
| Latina                   | 1                       | 2009                               |
| Asiago (VI)              | 1                       | 2006                               |
| Parma                    | 1                       | 2005                               |
| Catania                  | 1                       | 2002                               |
| Cremona                  | 1                       | 1999                               |
| Reggio Emilia            | 1                       | 1997                               |
| Bari                     | 1                       | 1993                               |
| Pescara                  | 1                       | 1989                               |
| Modena                   | 1                       | 1978                               |
| Venezia                  | 1                       | 1960                               |
| Gorizia                  | 1                       | 1951                               |
| Tripoli (Libia)          | 1                       | 1935                               |
| Pieve di Cadore (BL)     | 1                       | 1927                               |
| Rifugio Contrin (TN)     | 1                       | 1926                               |
| Passo del Tonale (BS-TN) | 1                       | 1924                               |
| Monte Ortigara (VI)      | 1                       | 1920                               |